# Rupert von Miller
Rupert von Miller (* 19. Februar 1879 in München; † 30. Dezember 1951 in Bad Wiessee) war ein deutscher Architekt, Bildhauer und Professor der bildenden Künste.

## Leben
Rupert von Miller war ein Sohn des Erzgießers, Goldschmieds und Bildhauers Fritz von Miller und ein Enkel des Erzgießers Ferdinand von Miller. Er studierte ab 1905 in München in der Bildhauerschule bei Wilhelm von Rümann und später in Berlin. Von ihm stammt die Pfarrkirche Mariä Himmelfahrt auf dem Wasserpointhügel in Bad Wiessee. Ferner schuf er Figuren für die Reichenbachbrücke und ein in Bronze gegossenes Bild seines Vaters, das sich in der St.-Benno-Kirche in München befindet.
Im Jahr 1930 wurde die Erzgießerei von Miller beauftragt ein Denkmal des Nationalhelden Simón Bolívar für die Regierung der Republik Kolumbien herzustellen. Den Entwurf für die 3,50 Meter große Figur, die in Bogotá aufgestellt wurde, schuf Rupert von Miller.
Nach Rupert von Miller wurde der Rupert-von-Miller-Platz in Bad Wiessee benannt. Der Architekt und Bildhauer ist auf dem Bergfriedhof in Bad Wiessee bestattet.

## Bildergalerie

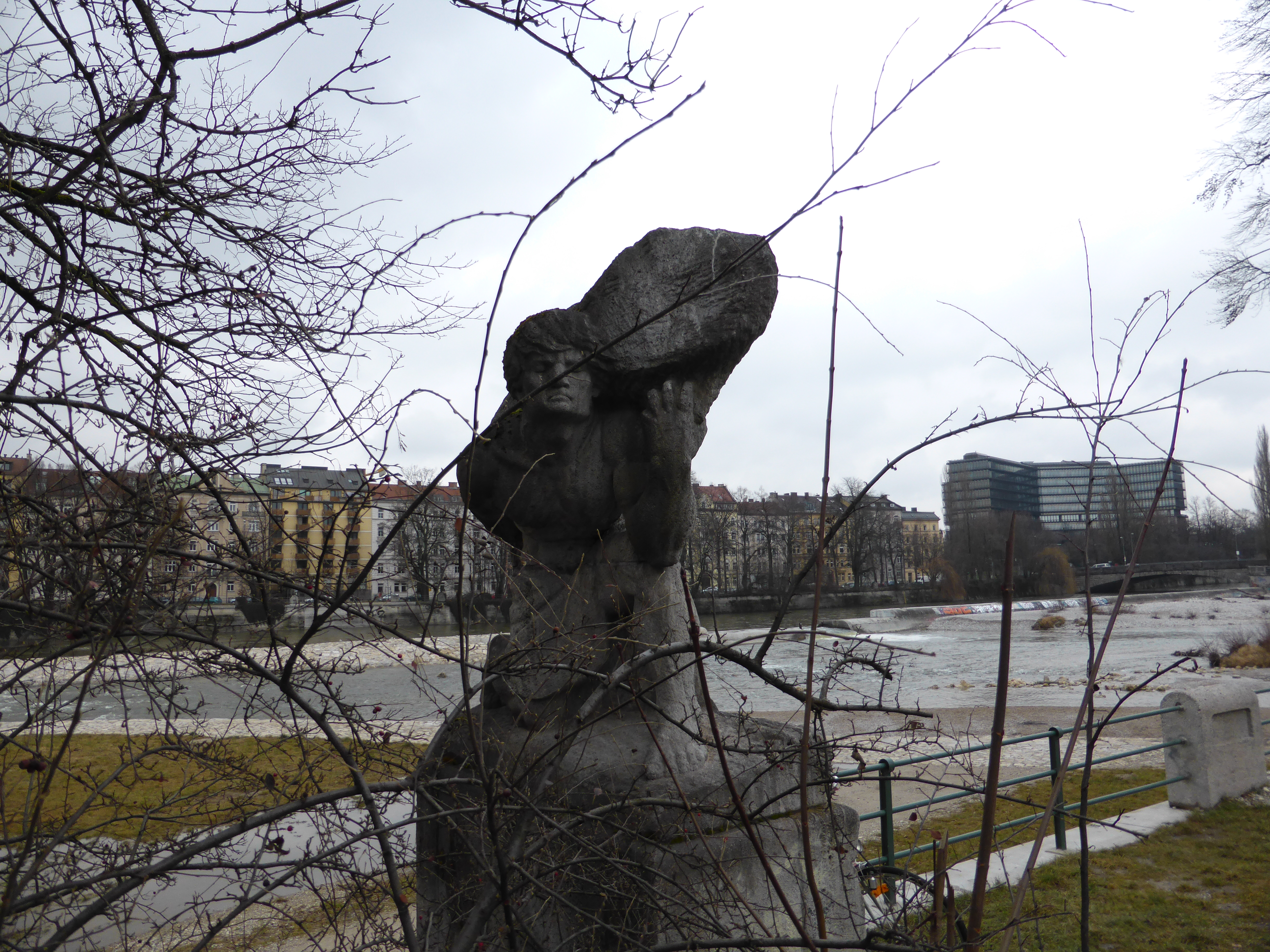
Holzsammelnder Mann, nahe der Reichenbachbrücke in München
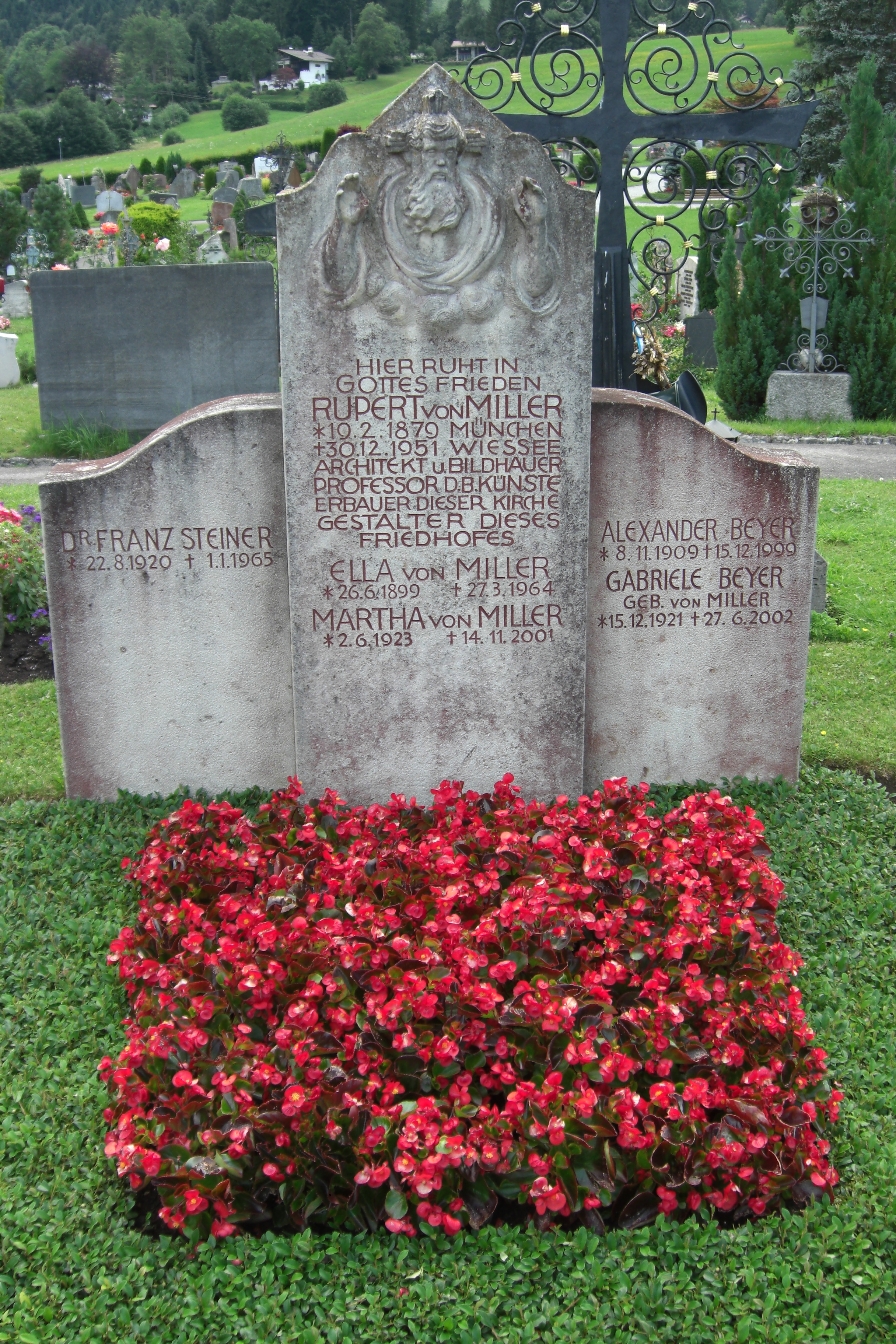
Grab von Rupert von Miller auf dem Bergfriedhof in Bad Wiessee
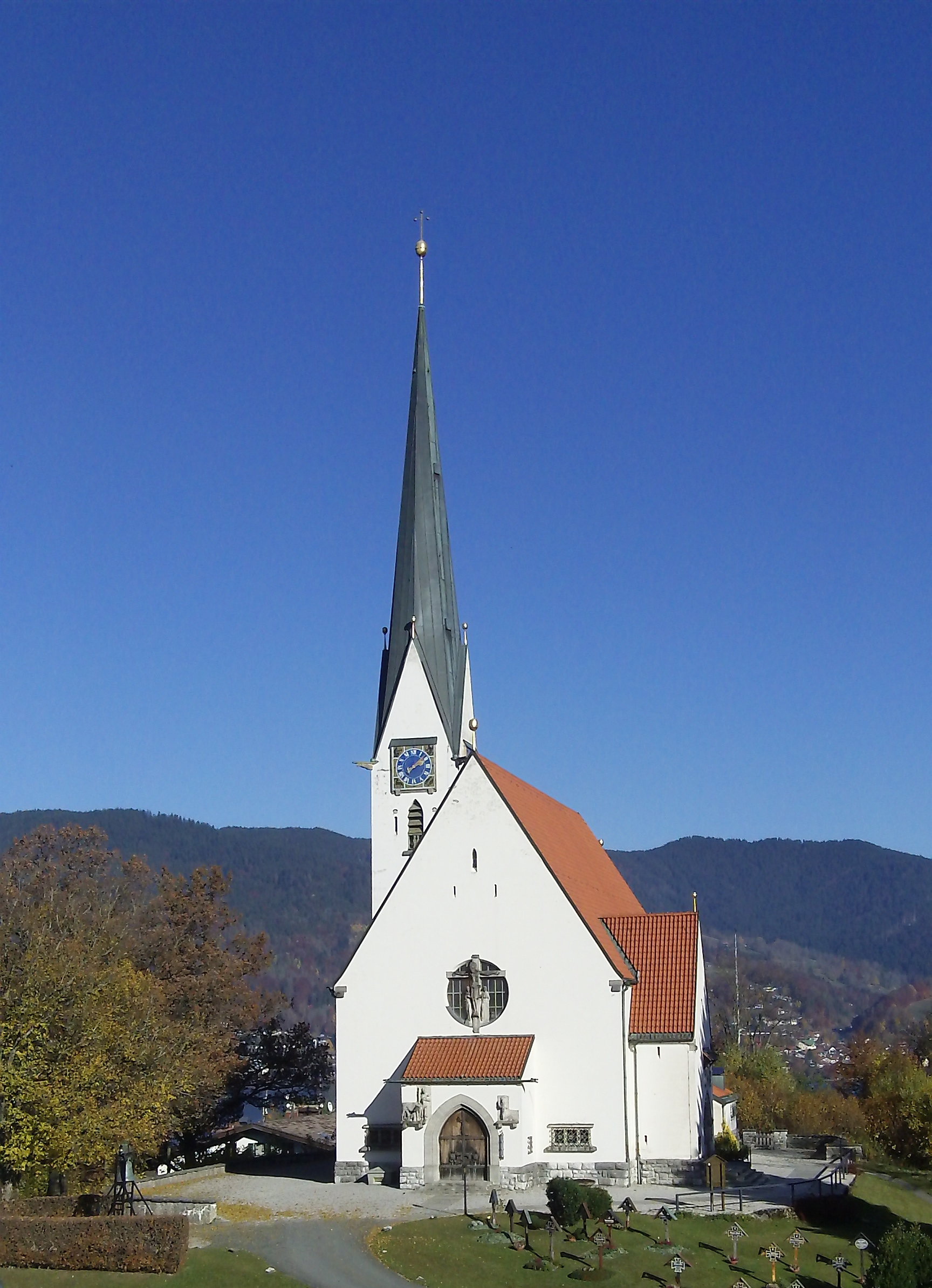
Pfarrkirche Maria Himmelfahrt in Bad Wiessee
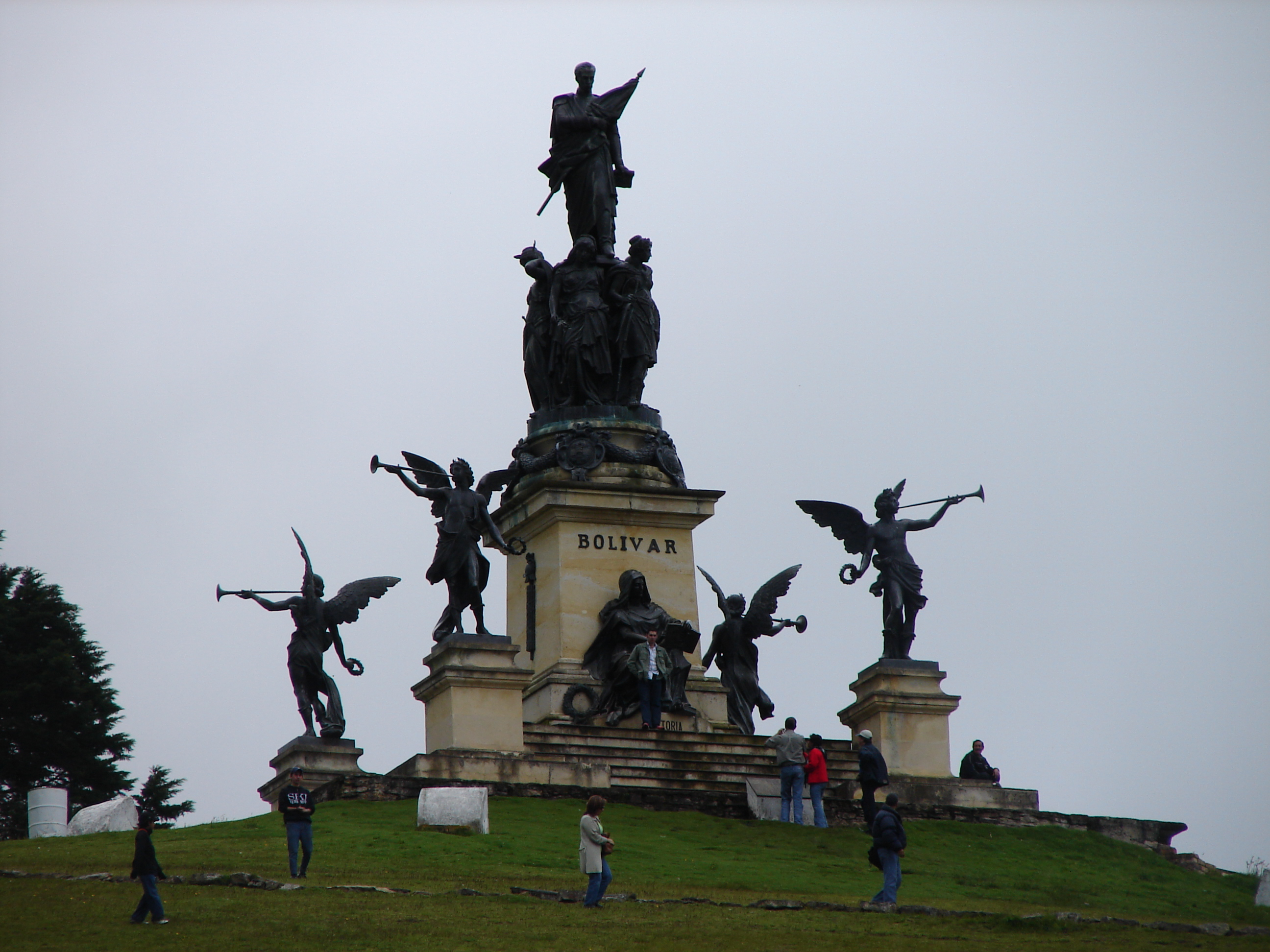
Monument von Simón Bolívar in Bogota